# Сосна канарская
Сосна канарская (лат. Pinus canariensis) — вид деревьев из семейства Сосновые (Pinaceae), естественная область распространения которых находится у западного побережья Африки. Эндемик Канарских островов, где на высотах 1200—2000 метров над уровнем моря образует пояс хвойных лесов, располагающихся с подветренной стороны островов Тенерифе, Пальма, Иерро и Гран-Канария.

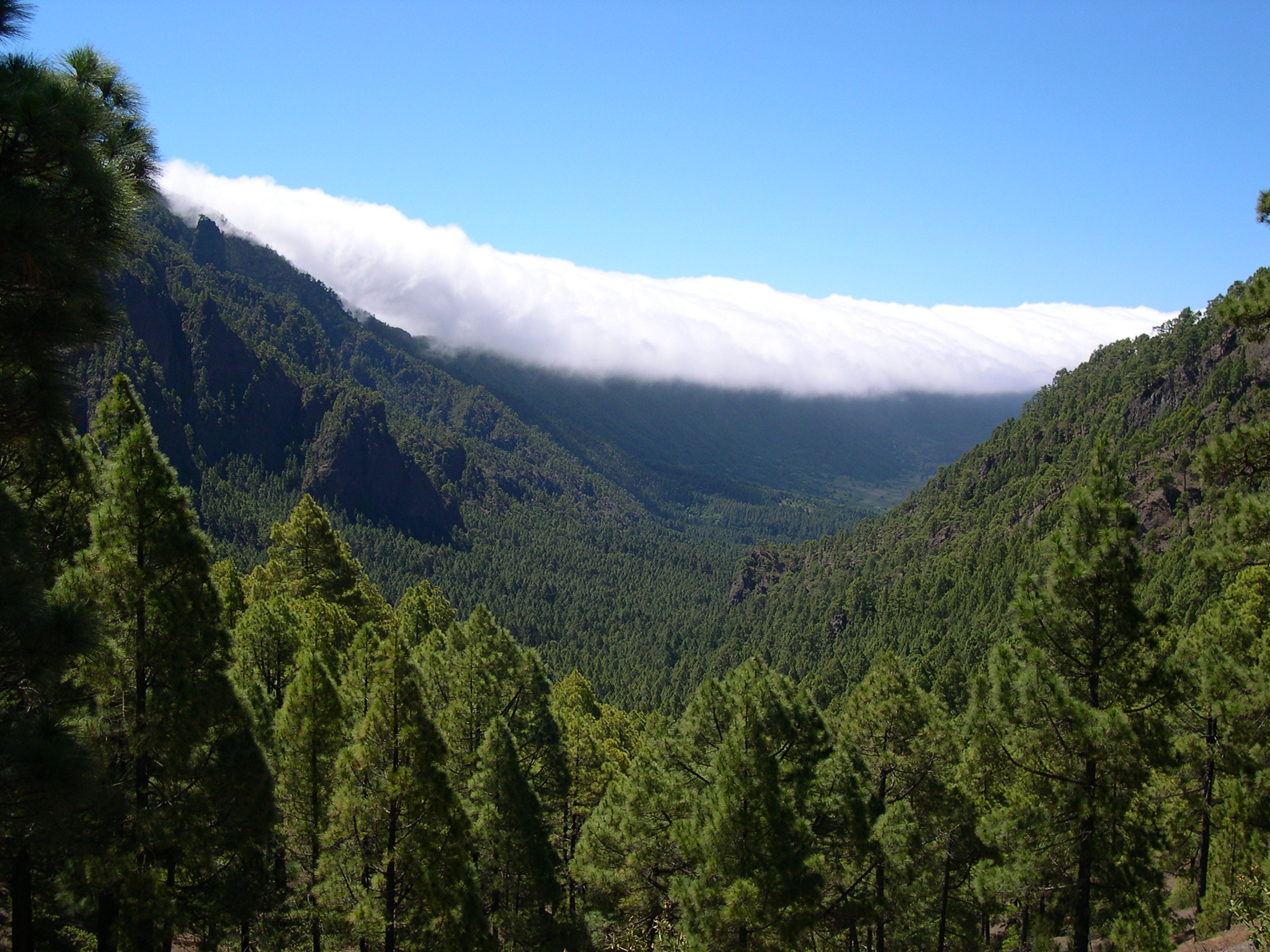
Сосновые леса в кальдере вулкана Табуриенте на острове Пальма

## Ботаническое описание
Сосна канарская достигает около 25—35 метров в высоту, у неё прямостоячий ветвистый ствол с желтоватой корой, крона чаще пирамидальной формы, делает её похожей на ель. Взрослое дерево со временем перестает быть пирамидальным, крона разрастается в ширину. Голубоватые хвоинки у молодых деревьев и зеленые блестящие у взрослых — около 30 см длиной — собраны в пучки по три. Влага, конденсирующаяся на иголках, увлажняет почву под деревьями, благодаря чему в природном лесу под этими соснами хорошо растут и другие растения.
Однодомное растение. Микростробилы жёлто-оранжевые. Мегастробилы одиночные или расположены по два, широкояйцевидные, 9—20 × 9—12 см, коричневые. Семена обратнояйцевидные, с крылом длиной 12—25 мм.
Деревья сосны канарской могут укореняться и расти на вулканической лаве, как на побережье, так и в долинах и горах, кроме того, они легко восстанавливаются после пожаров, а их древесина весьма крепка и огнеупорна, поэтому она является ценным строительным и поделочным материалом.
Сосна канарская начинает использоваться всё больше и больше в лесопосадках благодаря своим преимуществам: засухоустойчивости, и способности вырастать от корня после рубки или пожара. На меловых почвах страдает от хлороза.
Самая большая канарская сосна в мире находится на острове Тенерифе, её высота составляет 60 м, а толщина ствола у основания — 3 м.